# Caccobius sericoides
Caccobius sericoides là một loài bọ cánh cứng trong họ Bọ hung (Scarabaeidae).